# Inveruno
Inveruno – miejscowość i gmina we Włoszech, w regionie Lombardia, w prowincji Mediolan.
Według danych na rok 2004 gminę zamieszkiwało 8229 osób, 685,8 os./km².